# Український голос (Кіровоград)
Український голос — газета часів німецької окупації, українською мовою. Орган Кіровоградського обласної та міської управи (грудень 1941 — листопад 1942). Орган Кіровоградського гебітскомісаріату (листопад 1942 — грудень 1943).
Під назвою «Український голос» виходила із серпня до грудня 1941. Пізніше видавалася під назвами «Українські вісті» та «Кіровоградські вісті».
Газета почала виходити у серпні 1941 року у Кіровограді, її засновниками були учасники похідних груп ОУН (мельниківці) Василь Пасічняк (головний редактор) і Орест Городиський (відповідальний секретар). Вони довкола цієї газети згуртували місцеву українську інтелігенцію. Це були переважно колишні викладачі та студенти Кіровоградського педінституту, працівники місцевих газет — Мозговий, Мудрий, Малець, Шевченко, Манюта, Будаш, Крангач, Мартишевський, Потапов, Ходак, Россіхин, Воргачов, Кравченко. Десь у листопаді Пасічняк і Городицький були заарештовані окупаційною владою. Газету перейменовано на «Українські вісті», очолили її Мозговий І. С. — головний редактор, Шевченко І. І. — заступник гол. редактора та Будаш — відповідальний секретар. Працював у газеті також завідувач кафедри хімії педінституту, доцент А. Білорус — з листопада 1941 року на посаді коректора, а з січня по травень 1942 на посаді завідувача економічного відділу.